# Алекса Бацковић
Алекса Бацковић (Дреноштица, код Никшића, 1911 — Крчана, код Удбине, 2. јун 1944) био је учесник Народноослободилачке борбе и народни херој Југославије.

## Биографија
Рођен је 1911. године у селу Дреноштица код Никшића. Гимназију је завршио у Никшићу, а Правни факултет у Београду, где је примљен у Савез комунистичке омладине Југославије 1938.. године. Најпре је службовао у Фабрици оружја у Крагујевцу, а потом у Новом Месту и Косовској Митровици.
Члан Комунистичке партије Југославије постао је 1939. године. У пролеће 1941. године враћа се у свој крај и учествује у припремама, организовању и вођењу Тринаестојулског устанка. Учесник је Пљеваљске битке, 1. децембра 1941. године, у којој је био рањен.
У току Народноослободилачке борбе био је политички комесар:
- Пљешивичког батаљона у Никшићком партизанском одреду, од марта 1942.
- Другог батаљона Пете пролетерске црногорске бригада, од јуна 1942.
- 15. кордунашке бригаде, од јануара 1943. и
- Осме кордунашке дивизије, од децембра 1943. године.

Рањаван је неколико пута, а веома тешко крајем априла 1944. године. Убијен је 2. јуна 1944. године, од стране четника у партизанској болници заједно са још 35 рањеника и два лекара приликом препада четника Лукице Поповића из Динарске дивизије ЈВуО на партизанску болницу у селу Крчана.
Указом Президијума Народне скупштине Федеративне Народне Републике Југославије, 20. децембра 1951. године, проглашен је за народног хероја.